# Universidad Slippery Rock
La Universidad Slippery Rock o Slippery Rock University es una universidad pública y a su vez lugar designado por el censo ubicado en el condado de Butler en el estado estadounidense de Pensilvania. En el Censo de 2010 tenía una población de 1898 habitantes y una densidad poblacional de 1.329,99 personas por km².

## Geografía
Slippery Rock University se encuentra ubicado en las coordenadas 41°3′53″N 80°2′31″O / 41.06472, -80.04194. Según la Oficina del Censo de los Estados Unidos, Slippery Rock University tiene una superficie total de 1.43 km², de la cual 1.43 km² corresponden a tierra firme y (0%) 0 km² es agua.

## Demografía
Según el censo de 2010, había 1898 personas residiendo en Slippery Rock University. La densidad de población era de 1.329,99 hab./km². De los 1898 habitantes, Slippery Rock University estaba compuesto por el 90.04% blancos, el 6.74% eran afroamericanos, el 0.16% eran amerindios, el 0.9% eran asiáticos, el 0.11% eran isleños del Pacífico, el 0.37% eran de otras razas y el 1.69% pertenecían a dos o más razas. Del total de la población el 2% eran hispanos o latinos de cualquier raza.